# الصهيونية كاستعمار استيطاني

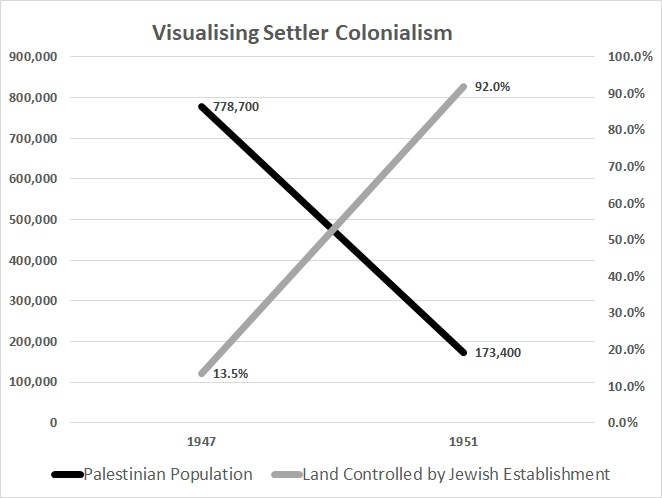
رسم بياني يوضح الأراضي التي يسيطر عليها اليهود مقابل عدد السكان الفلسطينيين في عام 1947 مقابل عام 1951

وُصفت الصهيونية بأنها أحد أشكال الاستعمار الاستيطاني فيما يتعلق بفلسطين والقضية الفلسطينية. وكثير من آباء الصهيونية أنفسهم وصفوها بالاستعمار، مثل زئيف جابوتينسكي الذي قال "الصهيونية مغامرة استعمارية".
يعرّفها باتريك وولف، أحد المنظرين المؤثرين في الدراسات الاستعمارية الاستيطانية، بأنها "هيكل وليس حدثًا" مستمرًا يهدف إلى استبدال السكان الأصليين بدلاً من استغلالهم. من بين المؤيدين الآخرين لهذا النموذج إدوارد سعيد، رشيد خالدي، نعوم تشومسكي، إيلان بابي، فايز صايغ، مكسيم رودنسون، جورج جبور، إبراهيم أبو لغد، بهاء أبو لبن، جميل هلال، وروزماري صايغ.

## خلفیة
على النقيض من الاستعمار الكلاسيكي، يركز الاستعمار الاستيطاني على القضاء على السكان الأصليين للمنطقة بدلاً من استغلالهم. تشمل الحالات التي يتم الاستشهاد بها بشكل شائع للاستعمار الاستيطاني الولايات المتحدة وكندا وأستراليا ونيوزيلندا. وكما افترض باتريك وولف، فإن الاستعمار الاستيطاني هو "هيكل مستمر، وليس حدثًا" يهدف إلى استبدال السكان الأصليين بدلاً من استغلالهم. يعمل الاستعمار الاستيطاني من خلال عمليات تشمل القضاء الجسدي على السكان الأصليين ولكن يمكن أن يشمل أيضًا مشاريع الاستيعاب والفصل العنصري والاختلاط الديني والسجن. وصف العديد من آباء الصهيونية أنفسهم بأنها استعمارية، مثل فلاديمير جابوتنسكي الذي قال "الصهيونية هي مغامرة استعمارية". وصف ثيودور هرتزل، في رسالة عام 1902 إلى سيسيل رودس، المشروع الصهيوني بأنه "شيء استعماري". في وقت سابق في عام 1896 تحدث عن "تجارب مهمة في الاستعمار" تحدث في فلسطين. احتفظت المنظمات الصهيونية الرئيسية المركزية لتأسيس إسرائيل بالهوية الاستعمارية في أسمائها أو أقسامها، مثل جمعية الاستعمار اليهودية، والصندوق الاستعماري اليهودي، وقسم الاستعمار في الوكالة اليهودية.

## رد
إن تصوير الصهيونية على أنها حركة استعمارية يرفضه معظم يهود إسرائيل، ويُنظر إليه إما على أنه هجوم على شرعية إسرائيل، أو شكل من أشكال معاداة السامية، أو غير دقيق تاريخيًا. يسلط بعض النقاد الضوء على أفكار مثل: عدم الاستغلال الوهمي للسكان الأصليين من قبل الصهاينة أو عدم وجود مدينة عظمى كأسباب لعدم اعتبارها حركة استعمارية.
المؤرخ بيني موريس يرفض هذا التصنيف. في مراجعة سلبية لكتاب رشيد خالدي حرب المائة عام على فلسطين، رد موريس على هذا الادعاء، قائلاً:
"......كانت الصهيونية حركة من اليهود المثاليين اليائسين من أوروبا الشرقية والوسطى العازمين على الهجرة إلى بلد؛ كان يسكنه ويحكمه اليهود ذات يوم، وليس بلد "آخر"، واستعادة السيادة عليه......."

## المظاهر
في عام 1905، روّج بعض المهاجرين اليهود إلى المنطقة لفكرة العمالة العبرية، بحجة أن جميع الشركات المملوكة لليهود يجب أن توظف اليهود فقط، لتحل محل القوى العاملة العربية التي استأجرتها الهجرة الأولى. استحوذت المنظمات الصهيونية على الأراضي بموجب القيد الذي لا يمكن أن تنتقل بموجبه أبدًا إلى ملكية غير يهودية. في وقت لاحق، تم تطوير الكيبوتسات - المستوطنات الزراعية الجماعية اليهودية بالكامل - لمواجهة اقتصادات المزارع التي تعتمد على الملاك اليهود والمزارعين الفلسطينيين. كان الكيبوتس أيضًا النموذج الأولي للمستوطنات اليهودية فقط التي أنشئت لاحقًا خارج حدود إسرائيل قبل عام 1967. في عام 1948، فر 750.000 فلسطيني أو نزحوا قسراً من المنطقة التي أصبحت إسرائيل، ودُمرت 500 قرية فلسطينية، بالإضافة إلى المناطق الحضرية التي يسكنها الفلسطينيون. على الرغم من اعتبار بعض الإسرائيليين النكبة بمثابة "تحول وحشي في القدر، وغير متوقع، وغير مرغوب فيه، وغير مدروس من قبل رواد [الصهاينة] الأوائل"، فقد وصف بعض المؤرخين النكبة بأنها حملة تطهير عرقي. في أعقاب النكبة، تم مصادرة الأراضي الفلسطينية على نطاق واسع وتم تطويق المواطنين الفلسطينيين في إسرائيل في مناطق محددة. يزعم أرنون ديجاني أن إنهاء الحكم العسكري على المواطنين الفلسطينيين في إسرائيل في عام 1966 تحول من الحكم الاستعماري إلى الحكم الاستعماري الاستيطاني.
بعد الاستيلاء الإسرائيلي على مرتفعات الجولان في عام 1967، كان هناك تطهير عرقي شبه كامل للمنطقة، ولم يتبق سوى 6404 سوريًا من حوالي 128000 كانوا يعيشون هناك قبل الحرب. لقد أجبروا على الخروج من خلال حملات الترهيب والتهجير القسري، وتم ترحيل أولئك الذين حاولوا العودة. بعد الاستيلاء الإسرائيلي على الضفة الغربية، فر أو طُرد حوالي 250.000 من أصل 850.000 نسمة. وبحسب الأكاديميين الإسرائيليين نيف جوردون ومورييل رام، فإن عدم اكتمال التطهير العرقي مقابل اكتماله قد أثر على الأشكال المختلفة التي اتخذها الاستعمار الاستيطاني الإسرائيلي في الضفة الغربية مقارنة بهضبة الجولان. على سبيل المثال، عُرضت الجنسية الإسرائيلية على الدروز السوريين القلائل المتبقين من أجل تعزيز ضم المنطقة، في حين لم تكن هناك نية مطلقًا لدمج فلسطينيي الضفة الغربية في السكان الإسرائيليين. ومن الأمثلة الأخرى الهيكل القانوني المزدوج في الضفة الغربية مقارنة بالقانون الإسرائيلي الموحد المفروض في مرتفعات الجولان.
ووفقاً لباتريك وولف، فإن الاستعمار الاستيطاني الإسرائيلي يتجلى في سياسات الهجرة التي تشجع الهجرة غير المحدودة لليهود في حين تحرم المواطنين الفلسطينيين من لم شمل أسرهم. ويضيف وولف: "على الرغم من إدمان الصهيونية المزمن على التوسع الإقليمي، فإن حدود إسرائيل لا تستبعد خيار الإزالة للفلسطينيين، وفي هذا الصدد، ليس من المستغرب أن تعرب أمة دفعت العديد من سكانها الأصليين إلى الرمال عن خوف دائم من أن تُدفَع إلى البحر". ويذكر سالامانكا وآخرون أن الممارسات الإسرائيلية كثيراً ما كانت تُدرس باعتبارها ظواهر منفصلة ولكنها مترابطة، وأن النموذج الاستعماري الاستيطاني يشكل فرصة لفهم هذه الظواهر معاً. ومن أمثلة الظواهر الاستعمارية الاستيطانية "القصف الجوي والبحري، والمذابح والغزو، وهدم المنازل، وسرقة الأراضي، ومصادرة بطاقات الهوية، والقوانين العنصرية واختبارات الولاء، والجدار، والحصار المفروض على غزة، والاستيلاء الثقافي، والاعتماد على التعاون الطوعي (أو غير الطوعي) من جانب السكان الأصليين فيما يتصل بالترتيبات الأمنية".
صرح بعض العلماء أن عدم وجود قوة إمبريالية تستفيد من استغلال المنطقة يعني عدم تطبيق النموذج الاستعماري. صرح علماء آخرون أن الداعمين الخارجيين لإسرائيل، سواء المنظمات الخاصة أو الدول المختلفة (مثل المملكة المتحدة وفرنسا وألمانيا وأستراليا أو الولايات المتحدة)، قد يعملون كمدينة كبرى.